# Matlockita
La matlockita es un mineral de la clase de los minerales haluros, y dentro de esta pertenece al llamado “grupo de la matlockita”. Fue descubierta en 1851 cerca de Matlock, en el condado de Derbyshire (Reino Unido), siendo nombrada así por el nombre de la localidad donde se encontró.

## Características químicas
Es un haluro, complejo de cloruro y fluoruro, de metal de plomo.
Puede ser confundido por su hábito con el mineral fosgenita.

## Formación y yacimientos
Aparece como mineral secundario extremadamente raro, en la zonas de oxidación de minerales con plomo.
Suele encontrarse asociado a otros minerales como: fosgenita, anglesita, cerusita, galena, esfalerita, barita, fluorita, diaboleíta, boleíta, caledonita o leadhillita.

## Grupo de la matlockita

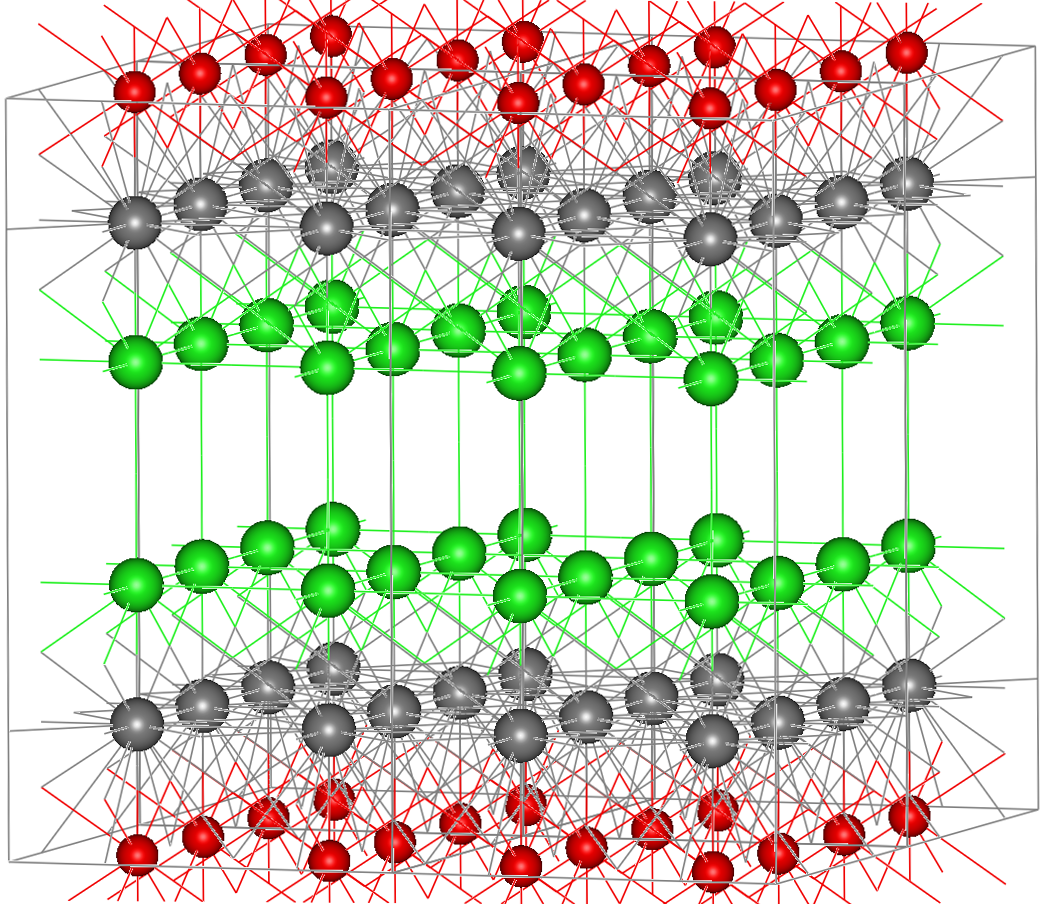
Estructura cristalina de los minerales del grupo.

El grupo de la matlockita agrupa a todos los minerales cuya estructura molecular está basada en capas de metal-oxígeno o metal-fluoruro, en las que los aniones forman un entramado cuadrático en cuyos intersticios entre aniones se colocan metales cationes de plomo, calcio o bismuto, a cada lado de las caras. Dichas capas están separadas por dobles capas de cloro o hidroxilo-cloro en entramados cuadráticos.
Los miembros de este grupo son:
| Mineral del grupo | Fórmula      |
| ----------------- | ------------ |
| Bismoclita        | (BiO)Cl      |
| Daubréeíta        | (BiO)(OH,Cl) |
| Laurionita        | PbCl(OH)     |
| Matlockita        | PbFCl        |
| Paralaurionita    | PbCl(OH)     |
| Rorisita          | CaFCl        |
| Zavaritskita      | (BiO)F       |